# Vinícius Hess
Vinícius Sarturi Hess, meglio noto come Vinícius Hess (Curitiba, 16 gennaio 1988), è un calciatore brasiliano, centrocampista del Babrungas Plungė.

## Carriera

### Club
Ha giocato nella seconda divisione brasiliana con il Boa Esporte ed il Vila Nova.
Il 14 marzo 2021 viene acquistato a titolo definitivo dalla squadra lituana del Babrungas Plungė.

## Statistiche

### Presenze e reti nei club
Statistiche aggiornate al 22 marzo 2021.
| Stagione           | Squadra            | Campionato         | Campionato | Campionato | Coppe nazionali | Coppe nazionali | Coppe nazionali | Coppe continentali | Coppe continentali | Coppe continentali | Altre coppe | Altre coppe | Altre coppe | Totale | Totale |
| Stagione           | Squadra            | Comp               | Pres       | Reti       | Comp            | Pres            | Reti            | Comp               | Pres               | Reti               | Comp        | Pres        | Reti        | Pres   | Reti   |
| ------------------ | ------------------ | ------------------ | ---------- | ---------- | --------------- | --------------- | --------------- | ------------------ | ------------------ | ------------------ | ----------- | ----------- | ----------- | ------ | ------ |
| 2011               | Boa Esporte        | B                  | 18         | 0          | -               | -               | -               | -                  | -                  | -                  | -           | -           | -           | 18     | 0      |
| 2013               | Boa Esporte        | B                  | 19         | 0          | -               | -               | -               | -                  | -                  | -                  | -           | -           | -           | 19     | 0      |
| 2014               | Boa Esporte        | B                  | 30         | 0          | -               | -               | -               | -                  | -                  | -                  | -           | -           | -           | 30     | 0      |
| Totale Boa Esporte | Totale Boa Esporte | Totale Boa Esporte | 67         | 0          |                 | -               | -               |                    | -                  | -                  |             | -           | -           | 67     | 0      |
| 2016               | Vila Nova          | B                  | 1          | 0          | -               | -               | -               | -                  | -                  | -                  | -           | -           | -           | 1      | 0      |
| Totale carriera    | Totale carriera    | Totale carriera    | 68         | 0          |                 | -               | -               |                    | -                  | -                  |             | -           | -           | 68     | 0      |

## Palmarès

### Club

#### Competizioni statali
- Campionato Cearense: 1

Fortaleza: 2015